# Crkva Kraljice Mira u Kričkama
Crkva Kraljice Mira je crkva u Kričkama kod Drniša.

## Povijest
Gradnja crkve započela je 1989. Projektirao ju je zadarski arhitekt Ivo Sorić.
31. svibnja 1990. crkva je posvećena. Cijeli kompleks sastojao se od crkve, pastoralnog centra, sakristije i sanitarnih čvorova. Izgrađen je bio i zvonik visok 17 metara.
Na kraju radova na izgradnji odabrano je ime crkve. 
28. kolovoza 1992., za vrijeme Domovinskog rata, crkva je bila minirana od strane pobunjenih Srba i oštećena.
1998. i 1999. izgrađena je nova, današnja crkva sa zvonikom visokim 28 metara.